# ヴィデオドローム
『ヴィデオドローム』（Videodrome）は、1983年のカナダ映画であり、デイヴィッド・クローネンバーグ監督の代表作品。特殊メイクはリック・ベイカーが手がけた。
1983年2月に全米公開されたが、興収は約200万ドルにとどまり、約600万ドルという製作費の半分も回収できなかった。その後、ビデオ化されてカルト映画として人気に火がついた。
ソフト、配信、放送、4Kディレクターズカット版公開時には『ビデオドローム』という表記がされている。

## あらすじ
小さなケーブルTV局『CIVIC-TV』の社長を務めるマックス・レンは、放送の目玉となる刺激的な映像を日々探し求めていた。とくにこだわっているのは、セックスや暴力などを扱った過激なものである。そんなある日、彼はどこから放送されているともつかない「ヴィデオドローム」なる海賊番組の存在を知った。内容は筋書きもなく、ただ拷問や殺人の場面が延々繰り返されるスナッフフィルムのようなものだが、マックスはその生々しさと迫力に驚かされてしまったのだ。
社のエンジニアによれば、放送は衛星中継され、海外からのもののように偽装されているが、実は国内のピッツバーグが発信源であるという。「ヴィデオドローム」の存在を知っているのは、まだごく一部の人間だけと思われる。マックスは何とか今のうちにこれを手に入れようと考えるが、しかし「ヴィデオドローム」は、何者が、どこで、どういった趣旨で作っているのかもまるでつかめず、全てが謎に包まれていた。ビデオに夢中になるマックスに、深く関わるのは危険だと忠告する者も現れたが、彼が耳を貸すことはなかった。ビデオの拷問や殺人が本物であると聞かされても、興奮を押しとどめることが出来ないのだ。
そんな中、彼とともにビデオを観たガールフレンドのニッキーは、被虐的な体験に対する興味から一人でピッツバーグに向かい、「ヴィデオドローム」に出演しようと試みる。マックスは映像の生みの親とおぼしきオブリビアン教授に接触を図り、ニッキーを取り戻そうともくろむが、教授に会うこともできず取り合ってもらえない。しかしその後、教授から送られてきたビデオテープには、驚くべき物語が記録されていた。
それは「ヴィデオドローム」を視聴したことによって、現実が変容していくという恐ろしい体験を語ったもので、教授はすでにビデオの世界の中に取り込まれ、現実に戻ることもかなわないというのだ。そのイメージはすでにマックスの前にも現れ、単なる幻覚とするには説明のつかない現象が起き始めていた。やがて完全に「ヴィデオドローム」のイメージに支配され、心の平衡を失ったマックスは・・・。

## キャスト
- マックス・レン：ジェームズ・ウッズ
- ニッキー・ブランド：デボラ・ハリー
- ビアンカ・オブリビアン：ソーニャ・スミッツ
- ハーレン：ピーター・ドゥヴォルスキー
- コンベックス：レスリー・カールソン
- オブリビアン教授：ジャック・クレリー

## 評価
レビュー・アグリゲーターのRotten Tomatoesでは52件のレビューで支持率は79%、平均点は7.40/10となった。Metacriticでは6件のレビューを基に加重平均値が60/100となった。